# Eparchie izjumská
Eparchie Izjum je eparchie ukrajinské pravoslavné církve Moskevského patriarchátu.

## Území a titul biskupa
Zahrnuje správní hranice území Balaklijského, Barvinkovského, Blyzňuckého, Borovského], Velykoburluckého, Vovčanského, Dvoričenského, Zmijivského, Izjumského, Kupjanského, Pečenižského, Čuhujivského a Ševčenkovského rajónu Charkovské oblasti.
Eparchiálnímu biskupovi náleží titul biskup izjumský a kupjanský.

## Historie
Dne 17. dubna 2000 byl Svatým synodem Ukrajinské pravoslavné církve zřízen izjumský vikariát charkovské eparchie.
Dne 8. května 2012 vznikla samostatná izjumská eparchie.

## Seznam biskupů

### Izjumský vikariát charkovské eparchie
- 2000–2012 Onufrij (Lehkyj)

### Eparchie izjumská
- 2012–2022 Jelysej (Ivanov)
  - 2022–2022 Onufrij (Lehkyj) dočasný správce
- od 2022 Ioann (Ternoveckyj)